# Cervecería Bucanero
Cervecería Bucanero S.A. (CBSA) er et cubansk bryggeri beliggende i Holguín. Firmaets hovedkontor er placeret i Havana. I Danmark er bryggeriet mest kendt for mærkerne Cristal og Cubanero Fuerte.

## Historie
Bryggeriet er opført i slutningen af 1980'erne med tysk bryggeteknologi.

## Varianter
- Cristal

Cristal er er en klassisk lagerøl med en let humlesmag. Den holder 4,9% og 10° plato. 

- Bucanero Fuerte

Bucanero Fuerte er en stærkere lagerøl med en alkoholprocent på 5,4% og 11,8° plato. På spansk betyder bucanero pirat og etiketten afbilder da også en sådan. Den er blevet brygget siden 1990 og sælges i Europa under navnet Cubanero Fuerte. 
- Bucanero Max

Bucanero Max er en stærk lagerøl med en alkoholprocent på 6,5% og 14° plato. Den blev introduceret i 2006.
- Mayabe

Mayabe er en lys pilsner. Den holder 4,0% og 8,8° plato.

Øllens navn stammer fra Mayabe dalen i det østlige Cuba.
- Bucanero Malta

Bucanero Malta er en mørk alkoholfri øl, der holder 14,35° plato.

Derudover importerer CBSA Becks fra Tyskland.